# Uporowo
Uporowo (russisch Упо́рово) ist ein Dorf (selo) in der Oblast Tjumen in Russland mit 5847 Einwohnern (Stand 14. Oktober 2010).

## Geographie
Der Ort liegt etwa 100 km Luftlinie südsüdöstlich des Oblastverwaltungszentrums Tjumen im südlichen Teil des Westsibirischen Tieflands. Er befindet sich am Flüsschen Uporowka knapp oberhalb seiner Mündung von rechts in den Irtysch-Nebenfluss Tobol.
Uporowo ist Verwaltungszentrum des Rajons Uporowski sowie Sitz und einzige Ortschaft der Landgemeinde Uporowskoje selskoje posselenije.

## Geschichte
Das Dorf wurde in der ersten Hälfte des 18. Jahrhunderts gegründet. Seit 1. Januar 1932 ist es Verwaltungssitz eines nach ihm benannten Rajons.

### Bevölkerungsentwicklung
| Jahr | Einwohner |
| ---- | --------- |
| 1897 | 927       |
| 1939 | 1660      |
| 1959 | 3012      |
| 1970 | 3802      |
| 1979 | 5408      |
| 1989 | 5466      |
| 2002 | 5333      |
| 2010 | 5847      |

Anmerkung: Volkszählungsdaten

## Verkehr
Nach Uporowo führt die Regionalstraße 71N-1906, die als 71N-808 (Nummer auf dem Territorium des Sawodoukowski rajon) bei der knapp 30 km nordöstlich gelegenen Stadt Sawodoukowsk an der föderalen Fernstraße R402 Tjumen – Omsk beginnt. In Sawodoukowsk befindet sich an der Transsibirischen Eisenbahn auch die nächstgelegene Bahnstation.
In westlicher Richtung quert die Straße bei Uporowo den Tobol und führt als 71N-1908 in das benachbarte Rajonzentrum Issetskoje. Nach Südwesten verläuft die 71N-1901 nach Armisonskoje.